# 迪靈城 (伊利諾伊州)
迪靈城（英語：Deering City）是位於美國伊利諾伊州富蘭克林縣的一個非建制地區。該地的面積和人口皆未知。

## 地理
迪靈城的座標為37°54′59″N 88°53′31″W / 37.91639°N 88.89194°W，而該地的平均海拔高度為119米（即390英尺）。